# Vasco Anes Corte Real (I)
Vasco Anes Corte-Real (1395? — ?), inicialmente chamado Vasco Anes da Costa, foi um fidalgo cavaleiro originário de Tavira que exerceu as funções de alcaide-mor de Tavira e Silves e fronteiro-mor do Algarve. Deu origem à família Corte-Real que se viria a distinguir na ilha Terceira (Açores) como governantes e exploradores e depois se incorporaria entre a mais prestigiada nobreza portuguesa.

## Biografia
Era filho de Vasco Anes da Costa, que viveu no século XIV, honrado cavaleiro de Tavira e um dos mais destros auxiliares do Mestre de Avis na defesa do reino contra as investidas dos castelhanos.
Foi este Vasco Anes o primeiro a fazer uso do apelido Corte Real, mas outros dos seus irmãos, nomeadamente Gil Anes da Costa e seus descendentes, mais tarde adoptaram também o apelido Corte Real. Existia mais um irmão, Afonso Vaz da Costa, comendador da Ordem de Santiago no concelho de Cacela, mas não deixou descendência.
A forma - Vasco Anes - nem por todos os escritores tem sido seguida. Nas diferentes crónicas e mais diplomas, aparecem as seguintes variantes : — Vasqueanes, Vascoeannes, Vaasqu Eanfies, Vaasqae Anes, Vasque Afies, Vasco Eannes, etc. A primeira das referidas formas, porém, por ser a mais moderna e a que geralmente é empregue.
Quanto ao apelido Corte Real, foi concedido a Vasco Anes por graça de el-rei D. Duarte, não só pelo brilhantismo com que assistia na  sua corte, e por fazer parte de Os Doze de Inglaterra, mas também pelos seus feitos heróicos na tomada de Ceuta.
Gomes Anes de Zurara diz na sua Crónica da tomada de Ceuta que Vasco Anes esteve entre os primeiros que desembarcaram e lutaram contra os mouros:
«Mas he agora de saber como o Inffamte Duarte como uallente caualleiro sahio de sua gallee, em quamto seu padre amdaua proueemdo a outra frota, e sse foi pêra aquelle porto, omde o Iffamte Dom Hamrrique filhara terra, e Martim Affomsso de Mello e  Vaasquo Eannes Corte Reall eram açerqua delle, quamdo salltou na praia. (...) E em esto seriam os christaãos ja fora naquella praya ataa çemto e çimquoemta. e assy começarom muy rrijamente de sse meter com os mouros, magoamdoos a meude com suas armas, ataa que per força os fezeram meter per a porta dAlmina. E o primeiro homem que foy demtro com elles, foi Vaasquo Eannes Corte Reall e desios outros após elle.»
No século seguinte, o seu bisneto, o poeta e cronista Jerónimo Corte-Real irá homenagear o bisavô e os seus feitos. num poema inscrito na sua obra em verso Naufrágio de Sepúlveda.

## Genealogia
Vasco Anes Corte Real casou mas não deixou geração do matrimónio.  Fora o casamento, porem, teve os seguintes filhos fruto de uma relação com Mor Anes Escudeiro:
- Fernão Vaz Corte Real, que serviu em África com muita distinção e que casou  com  Maria  Segura,  a  qual  obteve  do rei D. Afonso V, depois de viúva, uma tença de 10$000 réis, em recompensa dos serviços prestados por seu marido. Não consta que deixasse filhos do matrimónio; fora deste, porem, houve em uma mulher de raça negra um filho: 
  - António Corte Real, que foi capitão-mor na índia (Estado Português da Índia). Este também não consta que casasse; mas deixou, pelo menos, dois filhos, que foram: 
    - António Corte Real, casado com D. Antónia de Sá.
    - Fernão Vaz Corte Real, que faleceu em combate.
    - Catarina Lopes Anes Mourato, nascida a 1515[carece de fontes?]
- João Vaz Corte Real, foi casado com D. Maria Abarca, filha de Pedro Abarca, Fidalgo de Tui.
- D. Isabel Vaz da Costa Corte Real, (1440 - ?) que foi a 1.ª mulher de Henrique Moniz, o Velho. alcaide-mor de Silves.